# 石井聖岳
石井 聖岳（いしい きよたか、1976年 - ）は、日本の絵本作家。

## 来歴・人物
静岡県生まれ。
1997年、名古屋造形芸術短期大学卒業。同年、メキシコ・オアハカ州ルフィーノタマヨ版画工房にて個展を開催。
2000年、学童保育でアルバイトしながら、子どもの本専門店メリーゴーランドの絵本塾に通い、『つれたつれた』(文・内田麟太郎、解放出版社)で絵本作家デビュー。
2007年に『ふってきました（もとしたいづみ 文 講談社）』で第13回日本絵本賞受賞、第39回講談社出版文化賞 絵本賞受賞
2009年に「おこだでませんように（くすのきしげのり 文　小学館）」で第55回青少年読書感想文全国コンクール課題図書に選定